# IC 2736
IC 2736 је појединачна звијезда у сазвјежђу Лав која се налази на листи објеката дубоког неба у Индекс каталогу.
Деклинација објекта је + 12° 24' 32" а ректасцензија 11h 20m 55,0s.